# ريتشارد بلاكبيرن
ريتشارد بلاكبيرن (بالإنجليزية: Sir Richard Arthur Blackburn)‏ هو قاضي وضابط وطيار ومحامي أسترالي، ولد في 26 يوليو 1918 في Mount Lofty ‏ في أستراليا، وتوفي في 1 أكتوبر 1987 في كانبرا في أستراليا بسبب سرطان.